# Штульфаут, Генрих
Ге́нрих Шту́льфаут (нем. Heinrich Stuhlfauth; 11 января 1896, Нюрнберг — 12 сентября 1966, Нюрнберг) — немецкий футболист, вратарь 1920—1930-х гг. С 1916 по 1933 годы он играл за «Нюрнберг», за который, в общем, выходил на поле в стартовом составе 606 раз. Штульфаут участвовал в 21 международном соревновании в составе сборной Германии по футболу, в 1928 году дважды выходил на футбольное поле во время олимпийских игр и периодически признавался лучшим игроком сборной и страны.

## Карьера

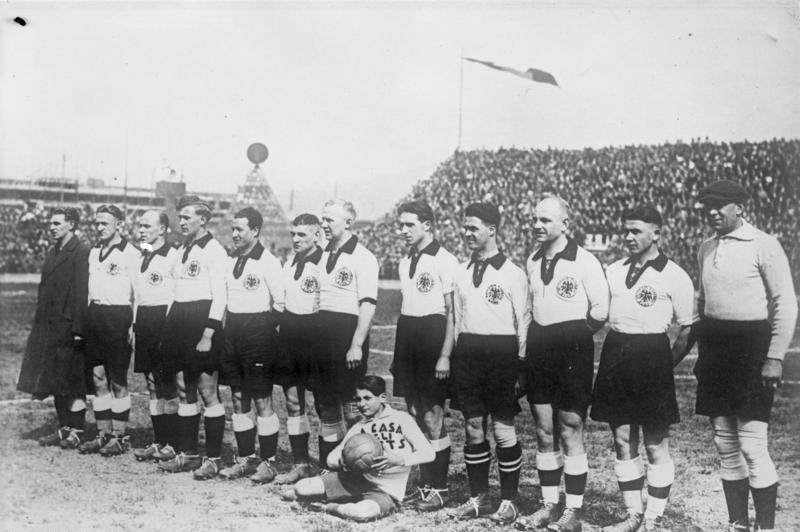
1929 год. Сборная Германии перед матчем со сборной Италии. Штульфаут крайний справа.

Первой футбольной командой для Штульфаута явилась «Франкен», где он играл в качестве нападающего. Позже он перешёл в «Пфайль» из Нюрнберга, где вначале играл как левый полусредний нападающий. После 1914 года и последовавшего призыва юношей в армию освободилось место в воротах, и Генрих, со своим ростом 1,84 метра, впервые играл в качестве вратаря.
В результате расформирования в 1916 году состава клуба Генрих перешёл в «Нюрнберг». В тот же период Генриха ненадолго призвали в сапёрно-инженерные войска, однако, в основном, он участвовал не в боевых действиях, а в армейских футбольных матчах.
После войны от «Нюрнберга» заявился в сборную страны. В течение 1920-х гг. пять раз — в 1920, в 1921, в 1924, в 1925 и 1927 годах — завоёвывал титул чемпиона Германии, принимал участие в т. н. «бесконечном финале чемпионата» в 1922 году.
В сборной страны участвовал в 21 футбольном матче, шесть раз из них он был капитаном команды. В последний раз выходил на поле за сборную своей страны весной 1930 во Франкфурте-на-Майне против Италии (игра завершилась поражением Германии 0:2). 28 апреля 1929 года побил рекорд игрока сборной Германии и «Штутгартер Киккерс» Ойгена Киппа (нем. Eugen Kipp) по появлениям на поле, выйдя на игру в 19-й раз. В 1933 году завершил свою игровую карьеру.
Уже в предсезонном периоде сезона 1932/33 он работал как тренер в команде «Вюрцбургер Киккерс» (нем. Würzburger Kickers).

## После карьеры

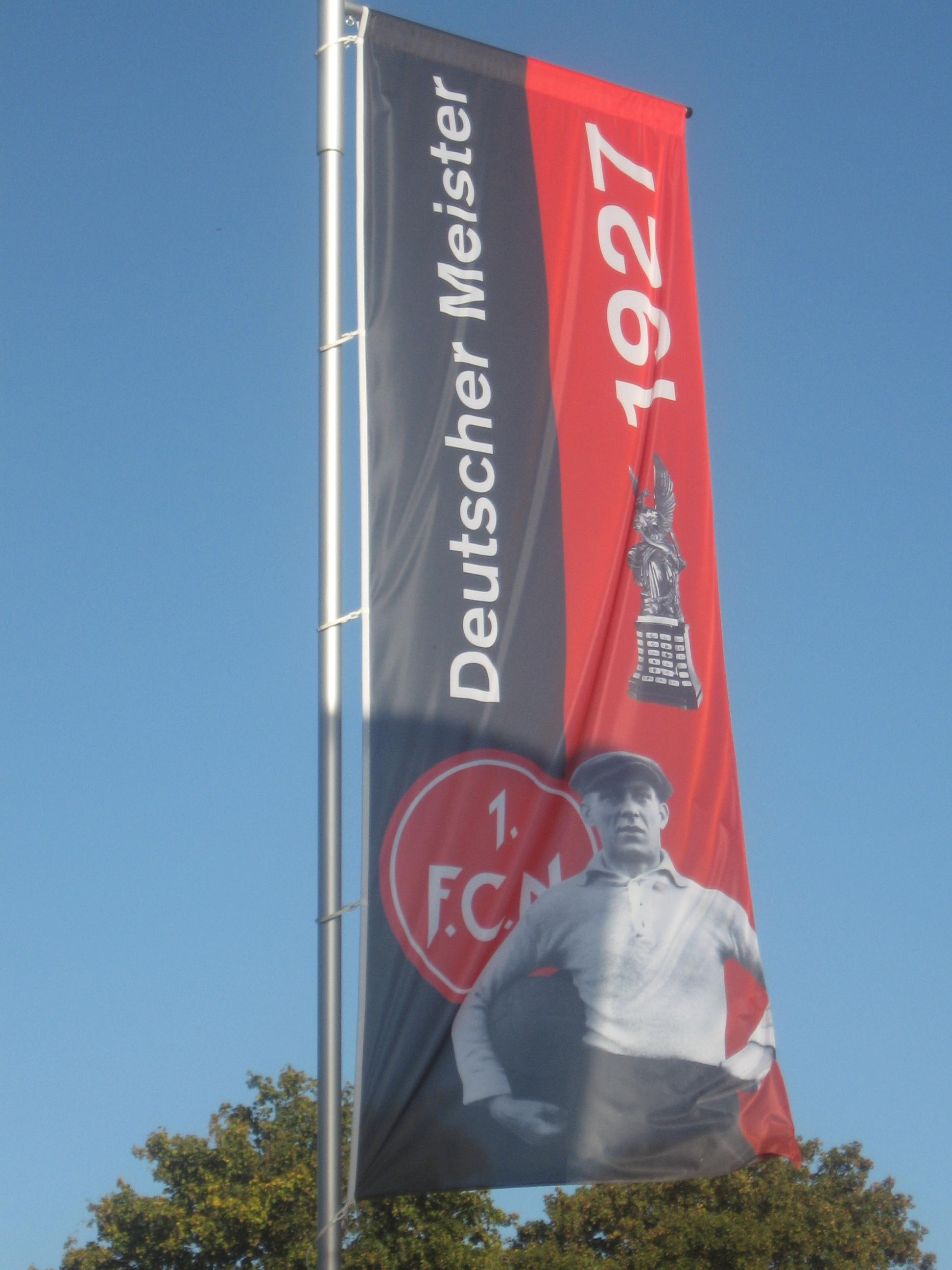
Генрих Штульфаут на знамени у «Макс-Морлок-Штадион», в память о выигранном чемпионате Германии 1927 года. Общий вид флага.

Начиная с середины 1930-х годов он входил в совет старейшин (нем. Ältestenrat) клуба «Нюрнберг». Принимал участие в военных действиях во время Второй мировой войны в полярных операциях рейха. По окончании войны он работал как школьный преподаватель спорта и демонстрировал для предприятия по производству минеральных масел учебные фильмы о футболе.
В 1953 году по приглашению германско-американского футбольного союза участвовал в турне по США в составе ветеранов ФК «Нюрнберг». При этом он лично встретил самый наирадушный приём в США и назвал само турне «коронацией моей карьеры». В 1956 году в прессе Генрих Штульфаут был назван самым популярным немецким футболистом.
12 сентября 1966 Хайнер Штульфаут умер от инфаркта.

## Известные цитаты
Это честь — играть за этот город, этот клуб и нюрнбержцев. Пусть всё это сохранится навсегда и великолепный ФК «Нюрнберг» никогда не погибнет.Оригинальный текст (англ.)Es ist eine Ehre für diese Stadt, diesen Verein und die Bewohner Nürnbergs zu spielen.
Möge all dies immer bewahrt werden und der großartige FC Nürnberg niemals untergehen.“
— Генрих Штульфаут